# Egy szál harangvirág
Az Egy szál harangvirág Szécsi Pál második nagylemeze, amelyet a Hungaroton-Pepita adott ki 1973-ban. Katalógusszáma: SLPX 17444. 1982-ben magnókazettán is megjelent.

## Az album dalai

### A oldal
1. Klaudia [Ihász Gábor – S. Nagy István]
2. De akkor már hol leszek én? [Payer András – S. Nagy István]
3. Gyere velem [Szigeti Ferenc – Szécsi Pál]
4. Zenészballada [Schöck Ottó – Szécsi Pál]
5. A kőrengeteg árnyékában [Schöck Ottó – S. Nagy István]
6. Az országút pora [Ihász Gábor – S. Nagy István]

### B oldal
1. Józsi néni [Schöck Ottó – S. Nagy István]
2. Fénylő sugarak [Malek Miklós – S. Nagy István]
3. Sóhajok nincsenek [Schöck Ottó – S. Nagy István]
4. Férfikönnyek [Szigeti Ferenc – Szécsi Pál]
5. Halott város [Máté Péter – S. Nagy István]
6. Még hangosabban [Schöck Ottó – S. Nagy István]
7. Egy szál harangvirág (Donauwellen) [Ion Ivanovici – Szécsi Pál]